# Coryanthes leferenziorum
Coryanthes leferenziorum là một loài thực vật có hoa trong họ Lan. Loài này được G.Gerlach, Senghas & Seeger mô tả khoa học đầu tiên năm 1990.